# Thisted FC
Thisted FC is een Deense voetbalclub uit Thisted, een stad in Noord-Jutland. De clubkleuren zijn blauw en wit. 

## Geschiedenis
In 1989 werd Thisted FC opgericht. In 2008 werd de club kampioen in de 2. division en promoveerde zo naar de 1. division, de tweede klasse. Het speelt afwisselend in de 1. division en de 2. division. 
Jesper Grønkjær begon zijn carrière bij Thisted FC.